# Усма

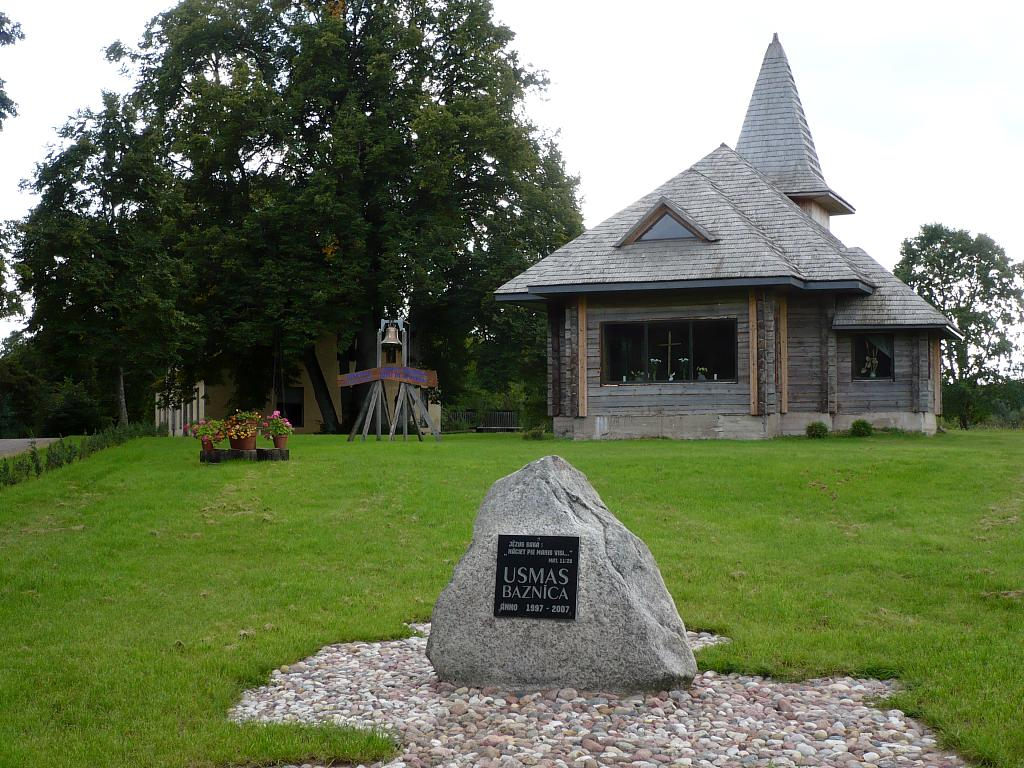
Лютеранская церковь

Усма (латыш. Usma) — населённый пункт в Вентспилсском крае Латвии. Административный центр Усмской волости. Находится на берегу озера Усмас. Расстояние до города Вентспилс составляет около 52 км. По данным на 2015 год, в населённом пункте проживало 222 человека. Есть волостная администрация, дом культуры, библиотека, фельдшерский пункт, магазин, почтовое отделение, гостиницы, лютеранская церковь.

## Население
| Год  | Численность | Численность |
| ---- | ----------- | ----------- |
| 2006 | 296         |             |
| 2015 | 222         |             |
| 2021 | 233         | [ 3 ]       |

## История
Впервые упоминается в 1253 году. В XVIII веке здесь была усадьба Усма.
В советское время населённый пункт был центром Усмского сельсовета Вентспилсского района. В селе располагался колхоз «Усма».